# Jason Wade
Jason Michael Wade (Camarillo, 5 juli 1980) is een Amerikaanse zanger, gitarist en songwriter. Hij werd bekend met de band Lifehouse.
De band Lifehouse heeft in christelijke kring bekendheid verworven met het zelfgeschreven nummer Everything, afkomstig van het album No Name Face uit 2000, opgenomen in Portland (Oregon) dat later in 2005 verscheen op dvd. Wade brak in de zomer van 2001 door met de band. De single Hanging by a Moment reikte in de Top 40 niet verder dan halverwege de lijst, maar stond wel bijna vijf maanden lang genoteerd. Ook dit nummer werd door Wade geschreven.
Eind 2009 maakt Lifehouse een comeback met de single Halfway gone.
- International Standard Name Identifier: 0000 0000 5691 7417
- Library of Congress Control Number: no2001075635
- MusicBrainz: 7e959acc-3f7f-434f-ae8f-aeadf92bad80
- Virtual International Authority File: 80149857
- WorldCat: E39PBJdRthFqFBFX6FKJrPtFrq